# 罗萨里奥港
罗萨里奥港（西班牙語：Puerto del Rosario），是西班牙加那利群岛拉斯帕尔马斯省的一个市镇。自从1860年起它一直是富埃特文图拉岛的首府。总面积290平方公里，总人口39382人（2018年），人口密度140人/平方公里。

## 历史
原名为“山羊港”（西班牙語：Puerto de las Cabras），罗萨里奥港早先是一个不起眼的地方。很久以来一直是个渔村，有着一个天然的避风港口。虽然小镇不大，且人口不多，在1936年只有一千居民左右，但是本岛绝大部分的进出口货物都是从这个港口进出的。就是因为它是本岛的首要港口的地位，从而在1860年它成为了本岛的首府。原先的名字山羊港是因为运输山羊而得名的。但是在1957年这个名字觉得不太合适而改为现名（Rosario的意思是祈祷念珠）。

## 交通
有定期通往其它岛屿的轮渡。富埃特文图拉机场位于罗萨里奥港往南五公里处。

## 旅游

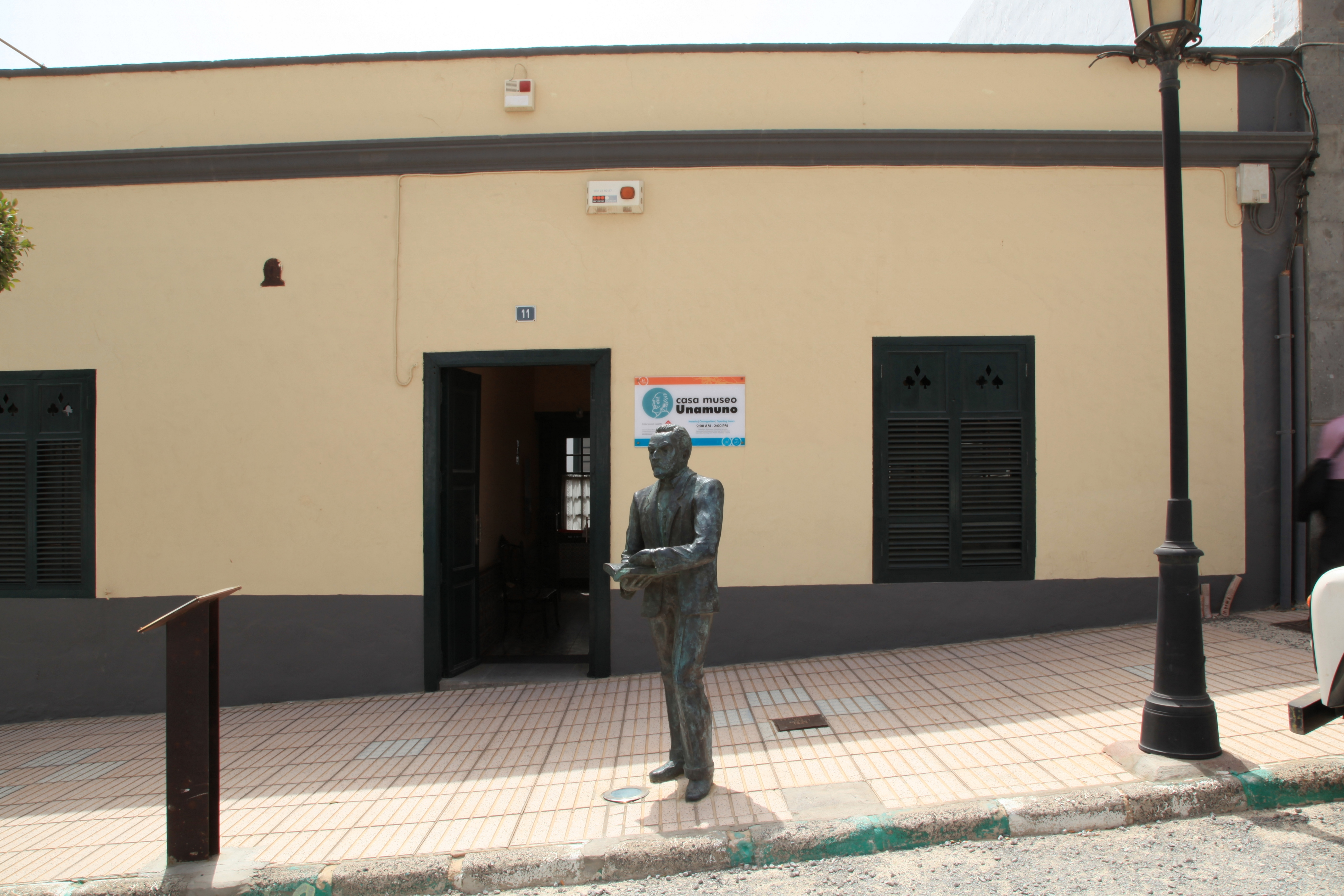
乌纳穆诺故居博物馆

罗萨里奥港主要是一个工业市镇，并不是一个主要的旅游城市，但也有不少游客从南边不远的度假区来这里购物。有一个值得造访的地方是乌纳穆诺故居博物馆，西班牙著名作家、哲学家米盖尔·德·乌纳穆诺在他流放时期曾在这里居住过。

## 图集

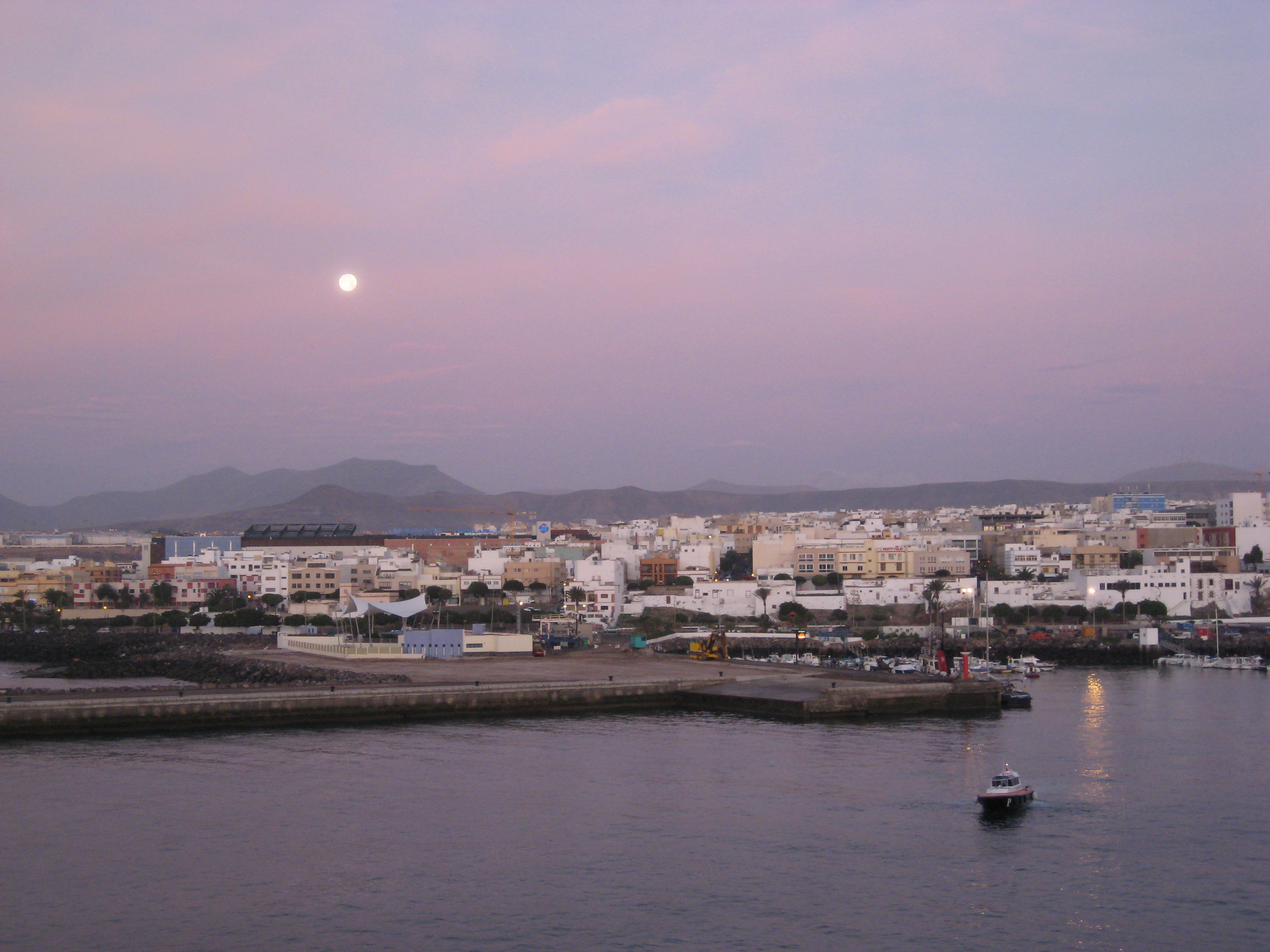
晨曦下的罗萨里奥港
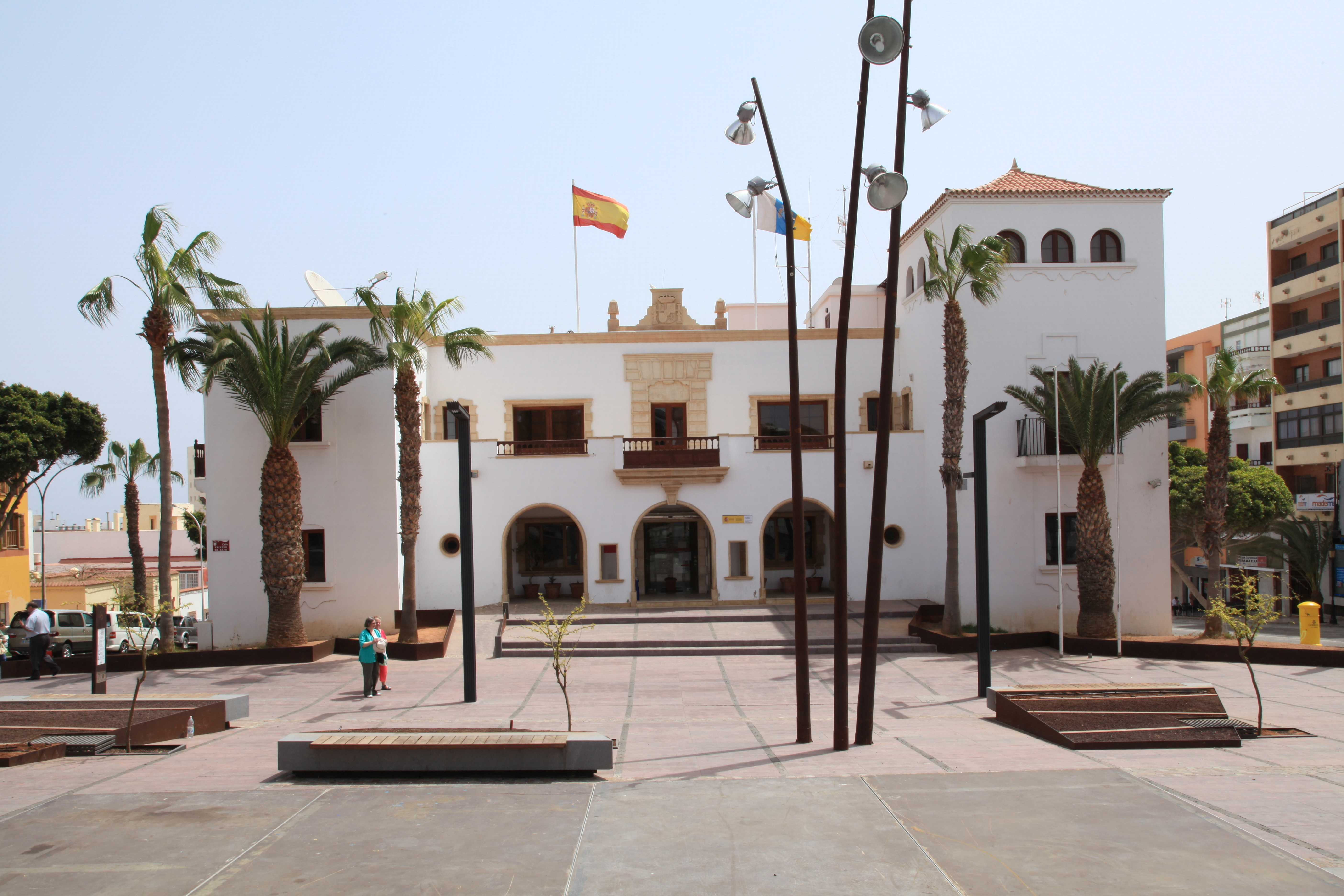
西班牙（中央）政府驻岛机构
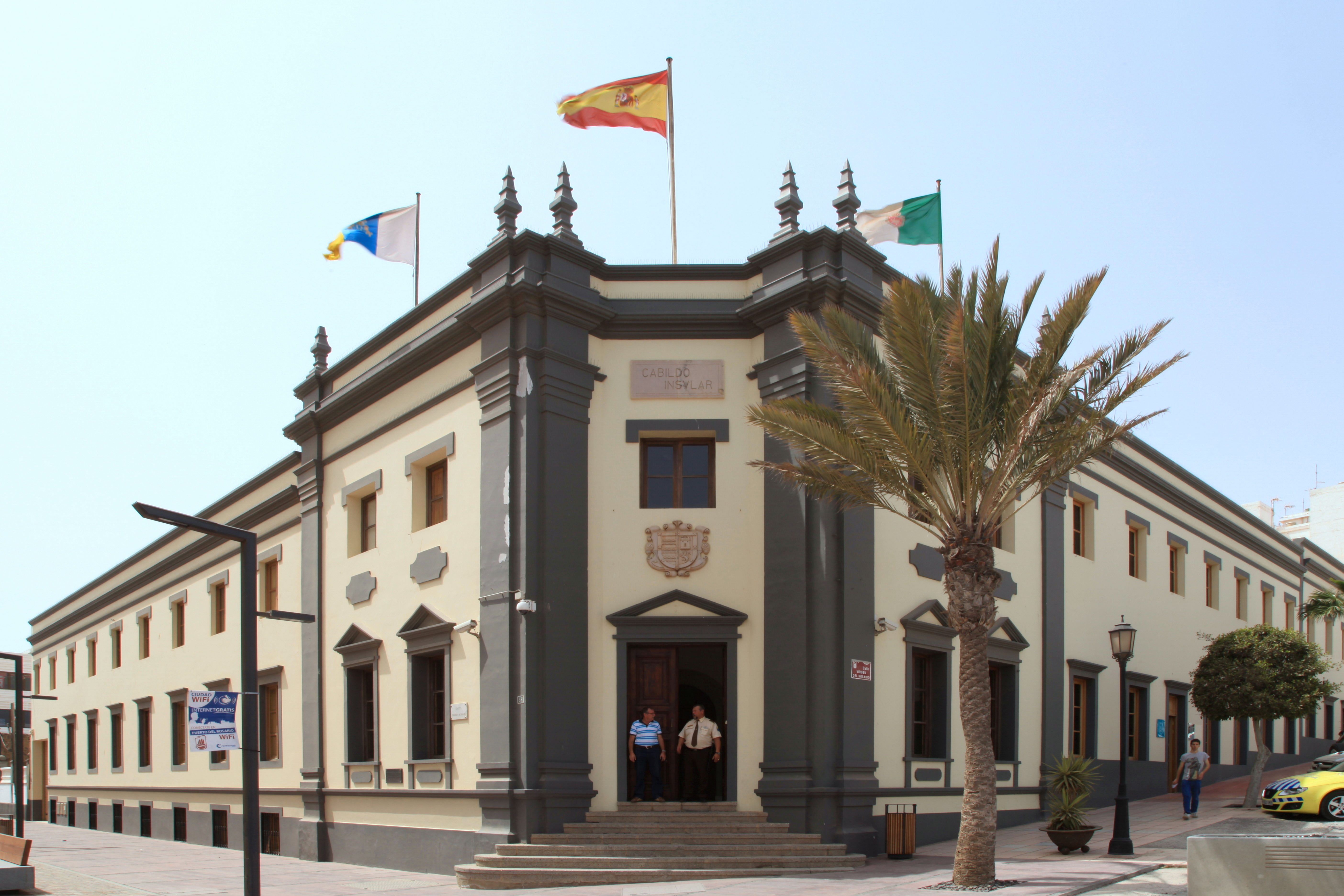
富埃特文图拉岛政府大楼
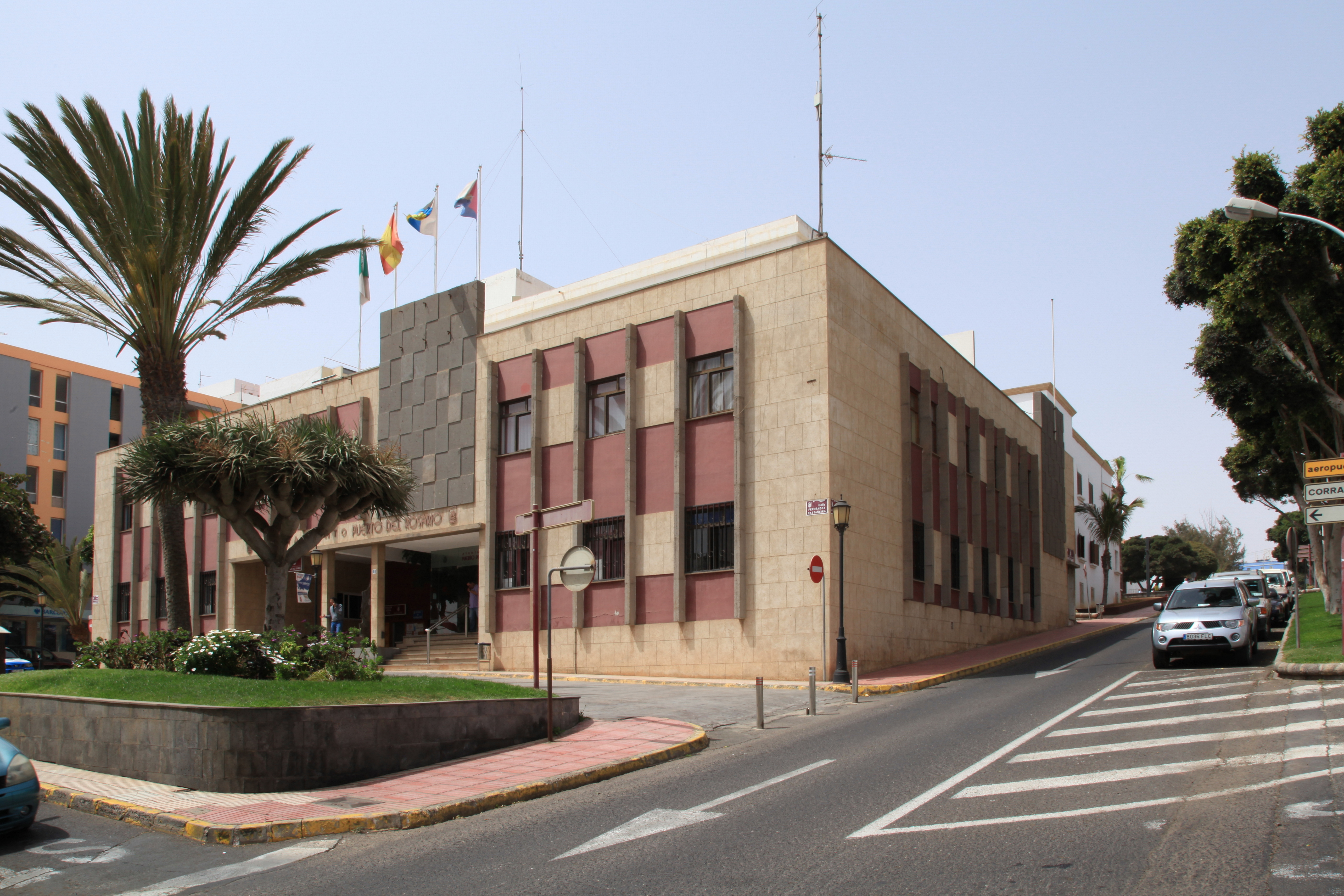
罗萨里奥港市政厅
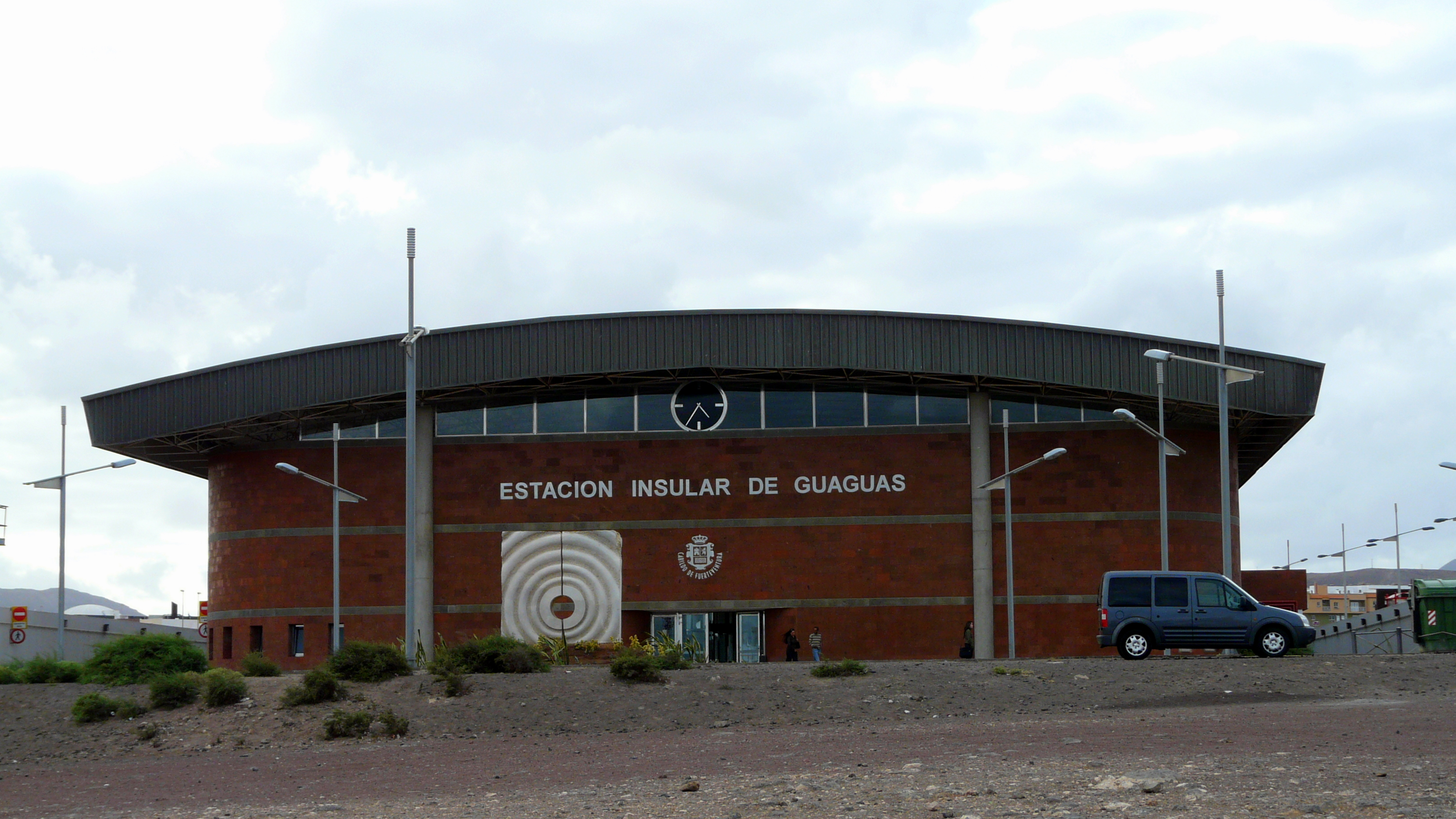
汽车站
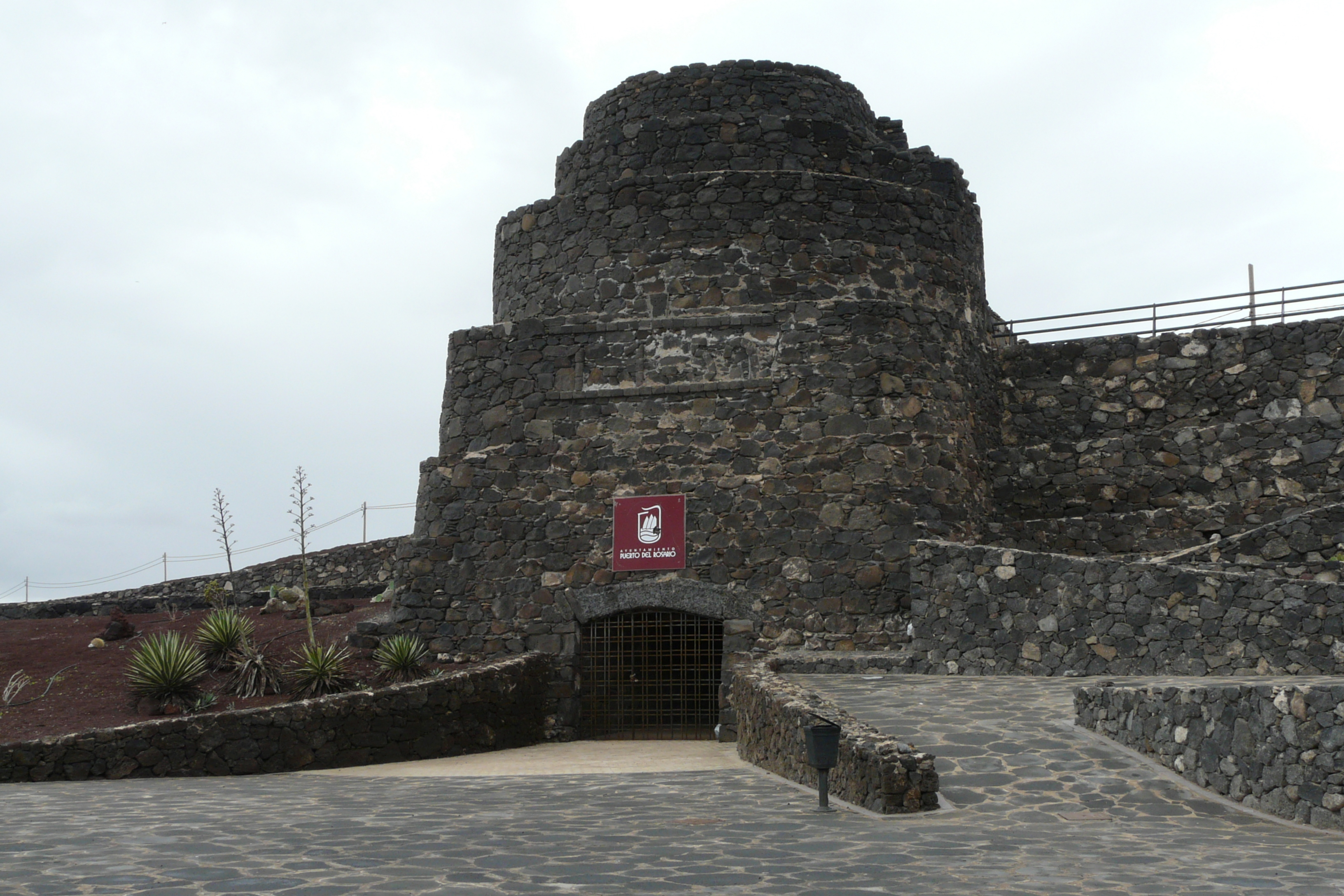
步行道
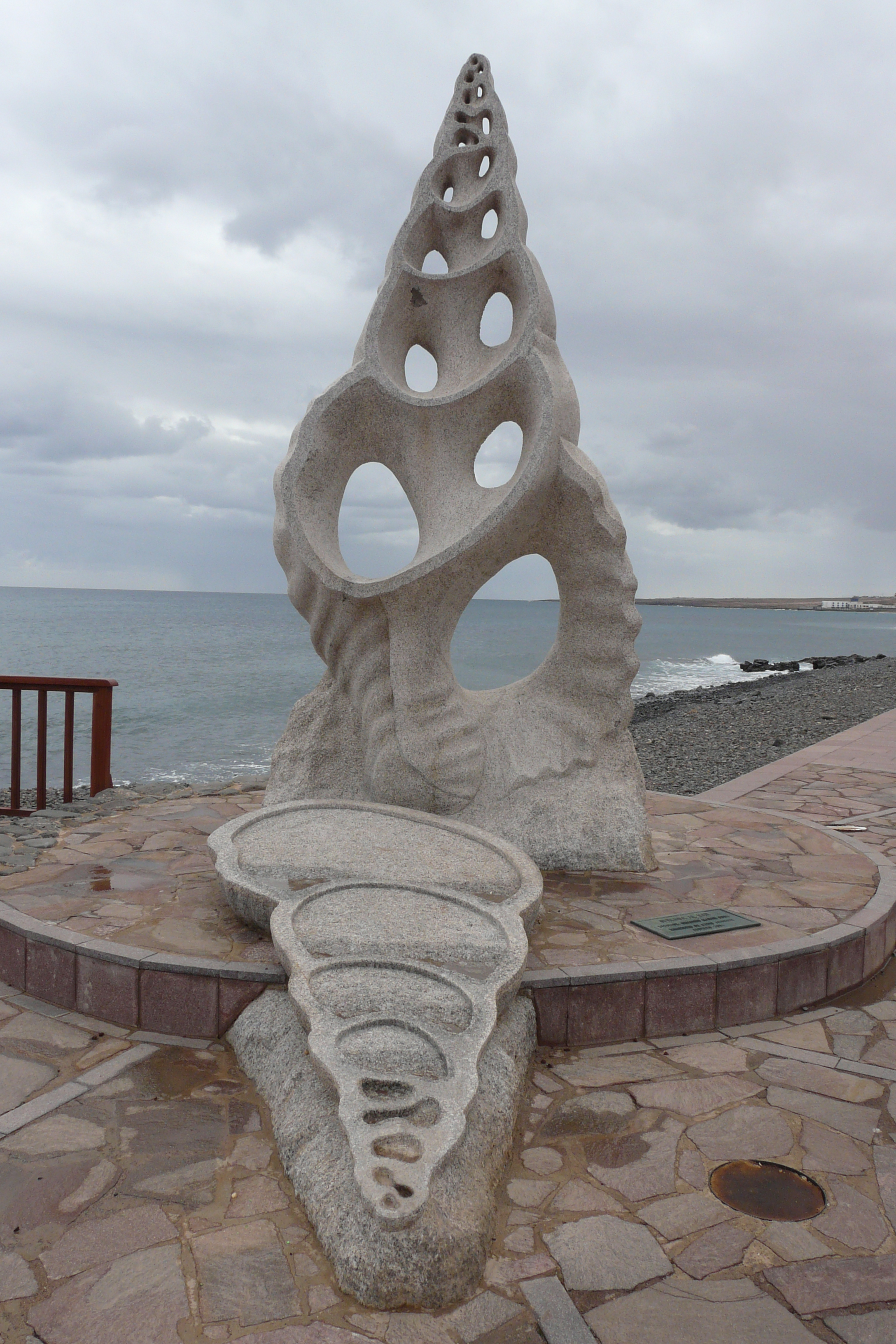
祭海雕塑
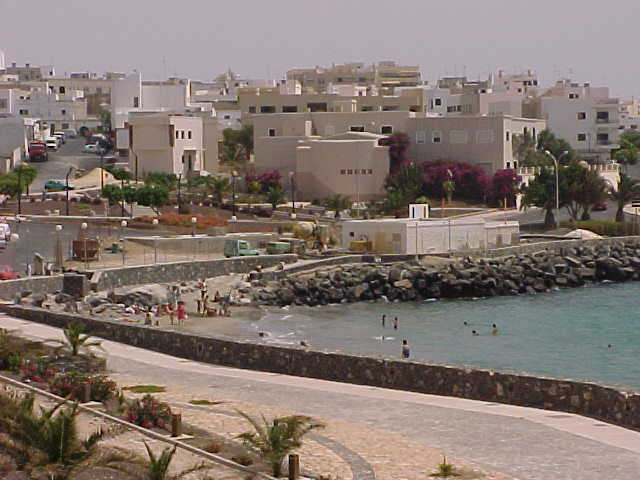
图书馆